# Republička nogometna liga Bosne i Hercegovine 1947./48.
"Republička nogometna liga Bosne i Hercegovine" je predstavljala ligu trećeg stupnja nogometnog prvenstva Jugoslavije u sezoni 1947./48. 
 
Sudjelovalo je 6 klubova, a prvak je bio "Velež Mostar".
U ljeto 1947. dogodio se prvi poslijeratni preustroj nogometnog natjecanja u BiH. U Republici je formirano 69 klubova raspoređenih u 12 skupina, s po 4 do 7 nogometnih klubova.
Igralo se u 12 skupina (regionalnih zona) po dvostrukom bod-sustavu. Prvaci skupina igraju kvalifikacije po kup-sustavu (šest parova), a pobjednici završnicu prvenstva Republike po dvostrukom bod-sustavu za prvaka u sezoni 1947./48. Velež iz Mostara je po drugi put postao prvak.
Utakmica je počela 7. rujna. Raspored parova u skupinama određuje se ždrijebom.

## Formiranje lige
Pobjednici grupa bili su:
| Okrug                          | Grupa | Prvak                    |
| ------------------------------ | ----- | ------------------------ |
| Mostarski (Hercegovački) okrug | I.    | Velež (Mostar)           |
| Sarajevski okrug               | II.   | Igman (Ilidža)           |
| Sarajevski okrug               | III.  | Mladost (Rogatica)       |
| Sarajevski okrug               | IV.   | Rudar (Kakanj)           |
| Sarajevski okrug               | V.    | Čelik (Zenica)           |
| Tuzlanski okrug                | VI.   | Prvi maj (Bosanski Brod) |
| Tuzlanski okrug                | VII.  | Proleter (Teslić)        |
| Tuzlanski okrug                | VIII. | Radnik (Bijeljina)       |
| Tuzlanski okrug                | IX.   | Jedinstvo (Brčko)        |
| Banjalučki okrug               | X.    | Borac (Banja Luka)       |
| Banjalučki okrug               | XI.   | Podgrmeč (Sanski Most)   |
| Banjalučki okrug               | XII.  | Jedinstvo (Bihać)        |

### Baraž
|                        |   |                        | 4. travnja 1948. | 11. travnja 1948. | Treća u Sarajevu |
| ---------------------- | - | ---------------------- | ---------------- | ----------------- | ---------------- |
| Velež (Mostar)         | – | Rudar (Kakanj)         | 3:2              | 0:2               | 2:1              |
| Proleter (Teslić)      | – | Borac (Banja Luka)     | 1:2              | 3:3               |                  |
| Radnik (Bijeljina)     | – | Jedinstvo (Brčko)      | 3:0              | 1:2               |                  |
| Jedinstvo (Bihać)      | – | Podgrmeč (Sanski Most) | 1:1              | 2:1               |                  |
| 1. maj (Bosanski Brod) | – | Čelik (Zenica)         | 0:1              | 3:1               |                  |
| Igman (Ilidža)         | – | Mladost (Rogatica)     | 1:1              | 2:1               |                  |

## Ljestvica
| mj.    | klub                 | ut. | pob. | ner. | por. | gol+ | gol- | bod |
| ------ | -------------------- | --- | ---- | ---- | ---- | ---- | ---- | --- |
| 1.     | Velež Mostar         | 10  | 6    | 3    | 1    | 20   | 5    | 15  |
| 2.     | Radnik Bijeljina     | 10  | 7    | 1    | 2    | 13   | 8    | 15  |
| 3.     | Borac Banja Luka     | 10  | 6    | 2    | 2    | 19   | 4    | 14  |
| 4.     | Jedinstvo Bihać      | 10  | 4    | 2    | 4    | 10   | 15   | 10  |
| 5.     | 1. maj Bosanski Brod | 10  | 2    | 0    | 8    | 7    | 11   | 4   |
| 6.     | Igman Ilidža         | 10  | 1    | 0    | 9    | 4    | 25   | 2   |
|        |                      |     |      |      |      |      |      |     |
| Izvori |                      |     |      |      |      |      |      |     |

- Velež (Mostar) igrao je kvalifikacije za popunu Druge savezne lige s Dinamom (Skoplje) – nije uspio (3:0 0:5 – poslije produžetaka)
- 6 sudionika izravno se prima u Republičku nogometnu ligu Bosne i Hercegovine 1948./49.
- Napomena:
  - Prva zbrka i retroaktivno proglašenje prvaka dogodio se u ovoj ligi. Radnik iz Bijeljine postao je naknadno prvak Bosne i Hercegovine, ali ipak nije igrao kvalifikacije za ulazak u viši rang. Naime, Radnik kao domaćin izgubio je utakmicu od Jedinstva rezultatom 2:1, zbog igrača iz zagrebačkog Dinama koji su nastupali za Jedinstvo. Radnik je zbog toga uložio žalbu na spomenutu utakmicu prvo Nogometnom savezu BiH koji odbija žalbu. Zatim su Bijeljinci proslijedili žalbu Nogometnom savezu Jugoslavije, koji zahtjeva od Sarajeva da se riješi po nogometnim propisima. Na kraju je žalba riješena u korist Radnika, međutim prekasno jer je Velež iz Mostara već počeo igrati kvalifikacije za ulazak u viši rang natjecanja.[3]

## Unutrašnje poveznice
- Prva savezna liga Jugoslavije u nogometu 1947./48.
- Druga savezna liga Jugoslavije u nogometu 1947./48.
- 3. ligaški rang 1947./48.
- Kvalifikacije za Republičku nogometnu ligu BiH 1947./48.